# 葛兰
葛蘭（英語：Grace Chang，1933年8月4日—），本名张玉芳，一说张玉瑛，女，浙江省海寧縣（今海宁市）人，香港演员、歌手，1950年代至1960年代間曾主演多部著名華語歌舞片，並以兼具「演歌舞」三者著稱，主演作品中許多歌曲亦傳唱至今，其代表作有《曼波女郎》、《青春兒女》與《野玫瑰之戀》作品。
1964年息影後，葛蘭轉而拜師學習京劇並參與相關演出，1989與同好友出版京劇唱片合輯。此外也曾在公開活動中獻唱或表演。
其侄兒為音樂劇作曲家高世章。

## 生平
祖籍浙江海宁，出生于南京，家中有十三名兄弟姊妹，她排行第十二，下有一个同母的弟弟，在上海长大。艺名是由其英文名Grace译得。葛兰自幼年时期便开始学习声乐，1949年她随父亲張競立迁居香港，1951年就讀「Morning Star Girls' School」。1952年，她进入泰山影业公司，出演了处女作《七姊妹》。1961年葛兰与高福全在伦敦结婚，1964年退出影坛。

### 演藝生涯
1952年4月，还在香港德明中学念高三的葛兰，报考了卜万苍的泰山影业公司训练班，葛兰是第一个报名的，后来以最高的分数被录取。训练班结束后，泰山影业公司为训练班的女演员拍摄了影片《七姊妹》，她与剧中其他的六位女主角：钟情、李嫱、刘亮华、罗婷、陈芸、容远菁并称为泰山七姊妹，未几，他加入了卜万仓的泰山影业公司。卜万苍特别赏识葛兰，让她跟俞振飞、黄飞然及叶冷竹琴学习表演艺术和西洋声乐。同时，她京剧唱的也很好，也能说一口流利的英语。1954年，好莱坞影帝克拉克·盖博（Clark Gable）在香港拍摄电影《江湖客》（Soldier of Fortune)，需要徵演一位会说英语的中国女演员饰演渔家女一角，有两千多人参加了考试，却只录取了葛兰一人。1956年，葛兰与林黛、白光等人去台湾为蔣中正祝寿，回港后加入了国际电影懋业有限公司，後主演电影《曼波女郎》，她饰演李恺玲，和日后女演员乐蒂的丈夫陈厚搭戏，由于她演唱，舞蹈样样俱全，人们便以“曼波女郎”称呼她。她后来又出演了《酒色财气》、《野玫瑰之恋》、《六月新娘》等，均有出色的表現。

### 息影
1961年6月15日，葛兰和港澳富商高福全在英国伦敦结婚，高福全生于1916年，比葛兰大17岁，他是尤敏丈夫高福球的哥哥，因此，葛兰与尤敏是妯娌关系。在七个多月环球蜜月旅行后，葛兰回港拍摄《教我如何不想她》、《宝莲灯》等影片。1964年，葛兰演完《啼笑姻缘》（上、下集）后，退出影坛和歌坛，1966年，兩人的兒子出生，葛兰從此在家专心相夫教子。
1989年11月，葛兰和好友们灌录名为《京曲选萃》的唱片。1993年4月，香港市政局举办第十二届香港国际电影节，主题曲为《国语片与时代曲》，葛兰应邀擔任座谈会嘉宾。1994年是京剧泰斗梅兰芳百年诞辰，葛兰与18名友人于香港西湾河文娱中心举行「忆梅清唱晚会」，所得收益全部用于慈善用途。1995年2月，她接受卫视中文台台长甘国亮访问。
2002年4月11日，她应香港电影资料馆邀请，出席「旧欢如梦：国泰回顾展」座谈会「电懋之星：印象与形象」。7月6日，她参与由雅友集和中华传统戏剧学会举办的京剧清唱晚会，庆祝香港回归五周年。
2003年6月，葛兰的丈夫去世，享年88岁。
2013年8月11日，葛兰出席「曼波女郎回来了」活动。2018年，荷里活賣座電影 《我的超豪男友》中，選用葛蘭〈我要你的愛〉和〈我要飛上青天〉作電影插曲，收錄在原聲帶內。

### 家庭
父亲张竞立，字“彬人”，民初著名财金官员，1887年生于浙江海宁，早年求学于日本东京商科大学，曾投身商界和政界，
父親張宣藻為清末浙江省諮議局議員，兄長張競仁嘗任民國財政部次長(時任民國財政部部長為梁啟超)。
歷任民國交通部科長及高等顧問、民國鐵道部會計長及財務司司長、中華全國鐵路協會常務理事、中國銀行上海分行行長、元和實業公司總經理、中業信託銀行董事長等。又嘗於北京銀行學堂、軍需學校、計政學院、北京法政大學、交通大學及中央政治學校等任教商科。頗具建樹，獲國民政府頒授二等寶光嘉禾章、三等文虎章及民國交通部名譽獎章等。
據張發奎將軍憶述，張競立與日本首相犬養毅及日本外相松岡洋右等日本政要關係友好，主張中日友好及經濟合作，嘗參與「道社」，更引薦張將軍加入，唯後來日本扶植汪精衛建立汪偽政權致使張君的和平主張落空。
1949年國共內戰後移居香港，居於何文田布力架街，至1966年在養和醫院去世，终年78歲。靈灰安放柴灣歌連臣角。
外甥盛沛东亦是民初财金官员，另一外甥刘大中是知名经济学家。

### 电影
| 上映年份       | 电影名           | 角色             |
| 1953年         | 钻石花           | 孫巧云           |
| 1953年8月9日   | 七姊妹           | 范春娟           |
| 1953年9月5日   | 恋春曲           | 罗秀娟           |
| 1954年6月18日  | 碧血黄花         | 林七妹           |
| 1954年11月26日 | 再春花           | 萧淑雯           |
| 1955年5月24日  | 江湖客           | 渔家女           |
| 1956年         | 飞虎将军         | 孫葛蘭           |
| 1956年3月15日  | 雪里红           | 小荷花           |
| 1956年7月27日  | 惊魂记           | 马夫人           |
| 1956年8月22日  | 唐伯虎与秋香     | 秋香             |
| 1956年10月26日 | 长巷             | 康叔英           |
| 1956年10月30日 | 关山行           | 邓玉枝           |
| 1956年12月14日 | 金缕衣           | 伊兰             |
| 1957年3月6日   | 曼波女郎         | 李恺玲           |
| 1957年3月14日  | 酒色财气         | 兰瑛             |
| 1957年4月4日   | 爱与罪           | 兰馨             |
| 1957年4月11日  | 无头案           | 陆薇薇           |
| 1958年9月11日  | 珊瑚             | 珊瑚             |
| 1958年12月12日 | 金凤凰           | 凤姑             |
| 1959年1月15日  | 血洒情花         | 杜湄娜           |
| 1959年2月14日  | 青春儿女         | 李青萍           |
| 1959年6月4日   | 空中小姐         | 林可苹           |
| 1959年7月9日   | 香车美人         | 李嘉英           |
| 1959年9月30日  | 姊妹花           | 李明明           |
| 1959年11月19日 | 千面女郎         | 顾灵秀           |
| 1960年1月28日  | 六月新娘         | 汪丹林           |
| 1960年4月7日   | 情深似海         | 余立英           |
| 1960年5月26日  | 心心相印         | 王乃丽           |
| 1960年8月18日  | 辫子姑娘         | 李桂兰           |
| 1960年10月4日  | 野玫瑰之恋       | 邓思嘉（野玫瑰） |
| 1961年9月21日  | 星星月亮太阳(上) | 马秋明           |
| 1961年12月30日 | 星星月亮太阳(下) | 马秋明           |
| 1963年7月31日  | 教我如何不想她   | 李美心           |
| 1964年1月23日  | 宝莲灯           | 三圣母           |
| 1964年2月12日  | 啼笑因缘(上)     | 沈凤喜、何丽娜   |
| 1964年2月26日  | 啼笑因缘(下)     | 沈凤喜、何丽娜   |

## 專輯作品
- 1960年：《野玫瑰之戀》 百代唱片
- 1961年：《Hong Kong's Grace Chang / 葛蘭之歌》 CAPITOL RECORDS
- 1962年：《星星、月亮、太陽》 百代唱片
- 1964年：《教我如何不想她》 百代唱片